# Il signore delle tenebre (film)
Il signore delle tenebre (Something Evil) è un film per la televisione del 1972 diretto da Steven Spielberg.

## Trama
La storia racconta di una coppia, Marjorie e Paul Worden che si trasferiscono  con i loro figli in una casa infestata da strane creature.

## Distribuzione
Andò in onda in prima visione sulla CBS il 21 gennaio 1972.
È stato distribuito in italiano in prima visione televisiva il 6 aprile 1983 su Italia 1. Dagli anni novanta è stato trasmesso in televisione anche col titolo Qualcosa di diabolico.
Esce per la prima volta in DVD nell'aprile del 2019, distribuito da Sinister Film.